# Maraca (singolo)
Maraca è un brano musicale del cantautore svedese Mohombi, estratto come quinto singolo dal suo album di debutto, MoveMeant. È stato pubblicato il 2 settembre 2011  per il download digitale in Svezia.

## Tracce
Download digitale
1. Maraca - 3:41

## Classifiche
| Classifica (2011) | Posizione massima |
| ----------------- | ----------------- |
| Svezia            | 14                |